# Hugo I. Kyperský
Hugo I. Kyperský (řecky Ούγος Α' της Κύπρου, francouzsky Hugues Ier de Chypre, 1194/1195 – 10. ledna 1218) byl kyperský král z francouzského rodu Lusignanů. Hugo nastoupil na trůn po smrti svého otce, kyperského krále a titulárního krále jeruzalémského Amauryho I. 1. dubna 1205. Hugova matka Eschiva z Ibelinu byla dědičkou části majetku rodu Ibelinů, který držel na pevnině panství Bethsan a Ramlu.
Hugo I. se v Nikósii v září roku 1210 oženil se svou nevlastní sestrou Alicí ze Champagne, dcerou první ženy svého otce Amauryho Isabely a jejího třetího manžela Jindřicha II., titulárního jeruzalémského krále. Alice a Hugo měli tři děti:
- Marie z Lusignanu (březen 1215–1252–1254), roku 1233 provdána z hraběte Gautiera IV. z Brienne
- Isabela Kyperská (1216–1264), provdána za Jindřicha z Antiochie, jejich syn Hugo se později stal kyperským králem jako Hugo III.
- Jindřich I. Kyperský, stal se po smrti svého otce roku 1218 kyperským králem, protože byl však v době své korunovace nezletilým, stala se regentkou království matka Alice.

V září 1217 se připojil k králi Ondřeji II. Uherskému na páté křížové výpravě při nájezdech na muslimské území v Galileji. Po návratu se zastavil v Tripolisu, aby se 10. ledna 1218 zúčastnil svatby své nevlastní sestry Melisendy, ale během oslavy onemocněl a zemřel. Byl pohřben v kostele řádu johanitů v Tripolisu, později bylo tělo přeneseno do johanitského kostela v Nikósii.